# Gunnvor Advocaat
Gunnvor Advocaat (17 de agosto de 1912 – 26 de julio de 1997) fue una pintora noruega. Fue considerada una de las pioneras de la pintura abstracta en Noruega.

## Biografía
Gunnvor Henriette Advocaat nació en Kristiania (ahora Oslo), Noruega, hija del embajador holandés Gijsbert Diedrik Advocaat y Gunnvor Katharina Eckbo. Primero se casó con el conservador-restaurador Ole Fredrik Hvinden Haug (1913–1941), quien murió pocos meses después de su matrimonio. En 1959 se casó con el artista Øistein Thurman (1922–1988).
En 1937, se convirtió en estudiante en una escuela de dibujo y pintura en los Países Bajos, y asistió a la Academia de Arte en La Haya de 1938 a 1939. Se estableció en Oslo en 1939. En 1941, continuó sus estudios en Oslo en la escuela de pintura de Doro Ording (1901-1993). Asistió a la Academia Nacional de Artesanía e Industria de Arte de Noruega de 1942 a 1943 y a la Academia Nacional de Bellas Artes de Noruega de 1943 a 1948. En 1948, hizo su debut en la Exposición de Otoño en Oslo.
Sus obras representadas en el Museo Noruego de Arte Contemporáneo incluyen las pinturas Komposisjon (1966) y Gult over sort (1974). También está representada en el Museo de Arte Moderno de Nueva York, en el Nationalmuseum de Estocolmo y en otras galerías.